# Căpitan la 15 ani (film din 1945)
Căpitan la 15 ani (titlul original: în rusă Пятнадцатилетний капитан, transliterat: Peatnadțatiletni kapitan)  este un film de aventuri sovietic, realizat în 1945 după romanul omonim al scriitorului Jules Verne. Filmul a fost turnat în studioul Soiuzdetfilm de regizorul Vasili Juravliov.

## Distribuție
- Vsevolod Larionov – Dick Sand
- Elena Izmailova – doamna Weldon
- Mihail Astangov – Sebastian Pereira, alias Negoro
- Veiland Rodd – Hercules, marinar
- Azarik Messerer – Jackie Weldon
- Koretti Arle-Tiț – Nan
- Aleksandr Hvîlea – căpitanul Hull
- Victor Kulakov – Arthur Garris
- Osip Abdulov – Jose Antonio Alvarez
- Serghei Țenin – L.T. Worby, agentul de livrări
- Ivan Bobrov – regele Muani-Lung
- Aram Kuk – Thomas
- Pavel Suhanov – vărul Benedict